# Nathan Apea Aferi
Nathan Apea Aferi (* 21. September 1922 in Mampong-Akwapim; † 8. April 2003 in Accra, Ghana) war ein ghanaischer Politiker.
Aferi war zunächst Chef des Verteidigungsstabes und später Hoher Kommissar in Nigeria. Unter dem Vorsitzenden des Militärrates Ignatius Kutu Acheampong war er 1972 für kurze Zeit Außenminister.